# Valdieri
Valdieri é uma comuna italiana da região do Piemonte, província de Cuneo, com cerca de 964 habitantes. Estende-se por uma área de 153 km², tendo uma densidade populacional de 6 hab/km². Faz fronteira com Aisone, Borgo San Dalmazzo, Demonte, Entracque, Isola (FR-06), Moiola, Roaschia, Roccavione, Saint-Martin-Vésubie (FR-06), Valdeblore (FR-06), Vinadio.

## Demografia
| Variação demográfica do município entre 1861 e 2011                               |
|                                                                                   |
| Fonte: Istituto Nazionale di Statistica (ISTAT) - Elaboração gráfica da Wikipedia |